# 杉江淳
杉江淳（すぎえ あつし）是一位日本天文學家。
他在滋賀縣犬上郡多賀町的ダイニックアストロパーク天究館發現了包括小行星3997（多賀）在內的多顆小行星。小行星中心記錄了他於1988年至2000年間發現的122顆小行星。2003年，他與高橋進因早期探測到伽瑪射線暴GRB030329的餘輝而獲得日本天文學會頒發的天文學功績獎。
卡爾·威廉·雷睦斯於1933年7月24日發現小行星3957，以杉江淳的名字命名。